# Petsjenegen
De Petsjenegen (ook wel Patzinaken) waren een confederatie van Turkse clans die in het Byzantijnse leger dienden.
Met de intrede van de Seltsjoeken in Anatolië (1053) verlieten de Petsjenegen echter de Byzantijnse legers en namen deel aan de legers van de Seltsjoeken, wat uiteindelijk bij de Slag bij Manzikert in een overwinning van de gezamenlijke Turkse hordes resulteerde.

## Geschiedenis

### Verbond met de Bulgaren
In de negende eeuw sloten de Petsjenegen een verbond met het Byzantijnse Rijk om zich te beschermen tegen de Roes en de Magyaren.
Met de opkomst van het Khanaat van de Karachaniden, een verbond van Turkse volkeren (Oguzen, Kimekken en Karlukken), werden  de Petsjenegen uit hun leefgebied verdreven. De Petsjenegen kregen steun van de Samaniden. In 892 werden de Petsjenegen westwaarts gedreven door de Chazaren en de Kumanen, waarbij de Magyaren over de Dnjepr gedreven werden.
In 896 begonnen de Bulgaren een oorlog tegen het Byzantijnse Rijk. Na de verpletterende nederlaag tijdens de Slag bij Bulgarophygon riep Keizer Leo VI van Byzantium de hulp in van de Magyaren, die hem een leger stuurden. Dat leger wist tot diep in Bulgarije binnen te dringen. Het Byzantijnse leger viel Bulgarije vanuit het zuiden binnen. De tsaar van Bulgarije Simeon I ging, om een tweefrontenoorlog te voorkomen, onderhandelingen aan met het Byzantijnse Rijk, maar sloot intussen een verdrag af met de Petsjenegen om de Magyaren van zijn grondgebied te verdrijven. Dit deden de Petsjenegen zo goed dat ze de resterende Magyaren in de Etelköz en in de Pontisch-Kaspische Steppe westwaarts verdreven naar de gebieden rond de benedenloop van de Donau, Transdanubië genaamd, en richting de Pannonische vlakte. In dit gebied stichtten de Magyaren later hun eigen staat.

### Relatie met Kievse Rijk
Ook met de Kievse Roes hadden de Petsjenegen een wisselende relatie. In 920 was er oorlog tegen Igor van Kiev. Deze oorlog wordt beschreven in de Nestorkroniek. In de Russisch-Byzantijnse oorlog (941-944) streden ze in 943 aan de zijde van Igor. 
Tijdens de regeerperiode van Svjatoslav I van Kiev (962-972) streden ze eenmaal met de Roes, de andere keer voor de Byzantijnen.  In 968 belegerden de Petsjenegen de stad Kiev, die ze ook innamen. Dan steunden ze Svjatoslav in zijn campagne tegen het Byzantijnse Rijk in 970-971. In 972 kregen ze van de Byzantijnse keizer Johannes I Tzimiskes de opdracht Svjatoslav te vermoorden. De Petsjenegen lokten Svjatoslav in een hinderlaag en vermoordden hem. Volgens de Nestorkroniek maakte de Petsjenegische Khan Kurya een drinkbeker van de schedel van Svjatoslav, iets wat normaal is volgens de tradities van de steppevolkeren.
Onder de heerschappij van Vladimir van Kiev keerden de kansen van de Roes in hun voordeel, want hij wist namelijk de Petsjeneegse stad Perejaslav in te nemen. De inname van deze stad betekende een belangrijke overwinning op de Petsjenegen. Na de inname van deze stad verloren de Petsjenegen nog meer terrein aan Kiev onder het bewind van Jaroslav de Wijze in 1037. Kort hierna werden de Petsjenegen van de Pontische steppe verdreven door een ander Turks volk, namelijk de Kumanen.

### Einde
Na eeuwen van strijd met de omliggende staten, het Byzantijnse Rijk, Bulgarije, het Kievse Rijk, het Rijk der Chazaren en de Magyaren viel het stepperijk van de Petsjenegen steeds sneller uiteen. De Petsjenegen werden verslagen tijdens de Slag bij Levounion in 1091 tegen de gecombineerde Byzantijnse en Koemaanse legers. Deze troepen stonden onder leiding van de Byzantijnse keizer Alexios I Komnenos. In 1094 werden de Petsjenegen opnieuw verslagen. In 1122 werden de Petsjenegen definitief onderworpen door het Byzantijnse leger tijdens de Slag van Beroia. De Petsjenegen bleven in Hongarije, waar ze opgingen in de omliggende volkeren zoals de Bulgaren, Magyaren en de Oğuzen. 